# Four Dimensions
Four Dimensions – The Time Has Come ist ein 2009 erschienener Surffilm. Der Name Four Dimensions bezieht sich auf die vier Windsurfer in dem Film.

## Handlung
Mit Victor Fernandez, Gollito Estredo, Marcilio Browne und André Paskowski surfen vier der weltbesten Windsurfer in sieben Locations rund um die Welt in den Disziplinen Freestyle und Wave. Die einzelnen Surfer werden im Laufe des Filmes teilweise porträtiert und im Interview vorgestellt. Der Hauptfilm hat eine Spieldauer von rund 30 Minuten. Als Extras sind fünf Kurzfilme („2 for Ten“, „Stacked“, „Roadtrip“, „Friends and Slams“ und „Samba“) von Andre Paskowski, ein Trickbook in dem einige Wave- und Freestyle-Tricks vorgestellt und erklärt werden und Interviews mit Francisco Goya und Josh Stone enthalten.

## Weiteres
Der Film gehört zu den am aufwendigsten produzierten in der Geschichte der Surffilme. So wurde teilweise aus zwei Helikoptern gefilmt, was spezielle Effekte ermöglichte. Drehorte waren Hamburg, Kapverdische Inseln, Maui, Ägypten, Fuerteventura, Gran Canaria und Brasilien. Das Projekt dauerte vom Brainstorming bis zur Premiere acht Monate.